# Doom Dooma
Doom Dooma là một thị xã và là nơi đặt ủy ban khu vực thị xã (town area committee) của quận Tinsukia thuộc bang Assam, Ấn Độ.

## Nhân khẩu
Theo điều tra dân số năm 2001 của Ấn Độ, Doom Dooma có dân số 19.822 người. Phái nam chiếm 55% tổng số dân và phái nữ chiếm 45%. Doom Dooma có tỷ lệ 70% biết đọc biết viết, cao hơn tỷ lệ trung bình toàn quốc là 59,5%: tỷ lệ cho phái nam là 75%, và tỷ lệ cho phái nữ là 63%. Tại Doom Dooma, 12% dân số nhỏ hơn 6 tuổi.